# Индийская крылатка
Индийская крылатка (лат. Pterois miles) — тропическая рыба отряда скорпенообразных, обитающая преимущественно в Индийском океане. 

## Общее описание
Крылатка достигает в длину 35 сантиметров. Большая голова составляет от трети до половины общей длины тела. Окраска варьируется от красноватой до бурой и серой, на туловище и голове многочисленные тонкие поперечные тёмные полосы. Внешне похожа на другой вид, красную крылатку (лат. Pterois volitans). Хотя красная крылатка — преимущественно тихоокеанский вид, ареалы двух видов пересекаются в районе Суматры.
Спинной плавник насчитывает 13 игл и от 9 до 11 мягких лучей. В анальном плавнике 3 колючих и 6—7 мягких лучей. У взрослых особей также наблюдаются мелкие шипы вокруг жаберной крышки и пучки шипов на спинном, анальном и хвостовом плавниках. Шипы чрезвычайно ядовиты, укол шипом крылатки может привести к смерти.

## Ареал
Тропическая рыба, обитает преимущественно у рифов, на глубинах до 60 метров. Распространена в Индийском океане от Красного моря на юг до Порт-Альфреда (Восточно-Капская провинция, ЮАР) и на восток до Суматры. Встречается также в Восточном Средиземноморье, куда попала в результате Лессепсианской миграции.

## Образ жизни
Ночной хищник, питается ракообразными и мелкими рыбами.

## Использование человеком
Несмотря на чрезвычайную ядовитость, индийская крылатка является популярной аквариумной рыбой. Промыслового значения не имеет.